# Radňoves
Radňoves är en ort i Tjeckien. Den ligger i regionen Vysočina, i den östra delen av landet, 150 km sydost om huvudstaden Prag. Radňoves ligger 529 meter över havet och antalet invånare är 107.
Terrängen runt Radňoves är huvudsakligen platt, men österut är den kuperad. Terrängen runt Radňoves sluttar österut.Runt Radňoves är det ganska glesbefolkat, med 34 invånare per kvadratkilometer. Närmaste större samhälle är Velké Meziříčí, 15,0 km väster om Radňoves. Trakten runt Radňoves består till största delen av jordbruksmark.